# 34465 Swaminathan
34465 Swaminathan este o planetă minoră (asteroid) din centura de asteroizi. A fost descoperită pe 24 septembrie 2000 la Experimental Test Site⁠(d) de Lincoln Near-Earth Asteroid Research. 
Obiectul prezintă o orbită caracterizată de o semiaxă mare de 2,8563954 UAi, o excentricitate de 0,07, o înclinație de 6,10904 ° în raport cu ecliptica.